# Инвернесс-Хайлендс-Норт (Флорида)
Инвернесс-Хайлендс-Норт (англ. Inverness Highlands North) — статистически обособленная местность, расположенная в округе Ситрус (штат Флорида, США) с населением в 1470 человек по статистическим данным переписи 2000 года.

## География
По данным Бюро переписи населения США статистически обособленная местность Инвернесс-Хайлендс-Норт имеет общую площадь в 4,92 квадратных километров, водных ресурсов в черте населённого пункта не имеется.

## Демография
По данным переписи населения 2000 года в Инвернесс-Хайлендс-Норт проживало 1470 человек, 434 семьи, насчитывалось 616 домашних хозяйств и 665 жилых домов. Средняя плотность населения составляла около 298,78 человек на один квадратный километр. Расовый состав населённого пункта распределился следующим образом: 91,77 % белых, 6,05 % — чёрных или афроамериканцев, 0,07 % — коренных американцев, 0,27 % — азиатов, 1,70 % — представителей смешанных рас, 0,14 % — других народностей. Испаноговорящие составили 2,59 % от всех жителей статистически обособленной местности.
Из 616 домашних хозяйств в 26,8 % воспитывали детей в возрасте до 18 лет, 57,1 % представляли собой совместно проживающие супружеские пары, в 9,7 % семей женщины проживали без мужей, 29,5 % не имели семей. 25,2 % от общего числа семей на момент переписи жили самостоятельно, при этом 12,5 % составили одинокие пожилые люди в возрасте 65 лет и старше. Средний размер домашнего хозяйства составил 2,39 человек, а средний размер семьи — 2,80 человек.
Население статистически обособленной местности по возрастному диапазону по данным переписи 2000 года распределилось следующим образом: 22,4 % — жители младше 18 лет, 6,7 % — между 18 и 24 годами, 24,3 % — от 25 до 44 лет, 23,0 % — от 45 до 64 лет и 23,6 % — в возрасте 65 лет и старше. Средний возраст жителей составил 42 года. На каждые 100 женщин в Инвернесс-Хайлендс-Норт приходилось 89,2 мужчин, при этом на каждые сто женщин 18 лет и старше приходилось 83,0 мужчин также старше 18 лет.
Средний доход на одно домашнее хозяйство статистически обособленной местности составил 27 128 долларов США, а средний доход на одну семью — 28 821 доллар. При этом мужчины имели средний доход в 30 263 доллара США в год против 21 161 доллара среднегодового дохода у женщин. Доход на душу населения статистически обособленной местности составил 27 128 долларов в год. 13,1 % от всего числа семей в населённом пункте и 14,0 % от всей численности населения находилось на момент переписи населения за чертой бедности, при этом 13,0 % из них были моложе 18 лет и 12,4 % — в возрасте 65 лет и старше.